# Bent Haller
Bent Haller född 5 juni 1946  i Bangsbostrand vid Frederikshavn, är en dansk författare, bildkonstnär och grafiker. 
Haller har mottagit flera priser bland annat Kulturministeriets barnbokspris 1978 för boken Indianeren. Han har också blivit belönad för sin läsvänlighet. 1996 tilldelades han Skrivarpriset vid årets bokmässa i Forum i Köpenhamn.
Haller böcker läses bland annat som ett led i undervisningen i den danska folkeskolen.
Hans bok Silke gick som sommarlovsföljetong på Sveriges Radio 2003.